# ديفيد س. شابمان
ديفيد س. شابمان (بالإنجليزية: David C. Chapman)‏ هو لاعب كرة قدم أمريكية أمريكي، ولد في 9 أغسطس 1876 في نوكسفيل في الولايات المتحدة، وتوفي بنفس المكان في 26 يوليو 1944.